# 多丝鼠鳕
多丝鼠鳕（学名：Gadomus multifilis）为輻鰭魚綱鱈形目鼠尾鳕科鼠鳕属的鱼类。分布于日本本州岛东、菲律宾、印度尼西亚、马来西亚、孟加拉湾、阿拉伯海以及南海等海域，深度786-1650公尺，属于深海近底层游动猎食鱼类。该物种的模式产地在印尼苏拉威西岛托米尼湾。